# Appel au peuple

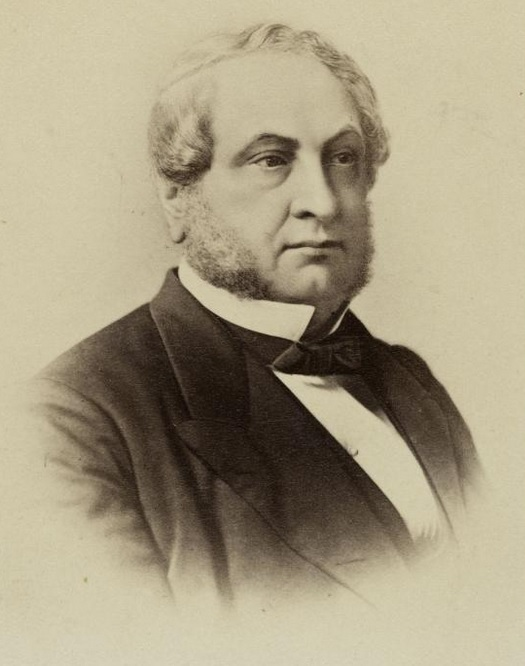
Eugène Rouher

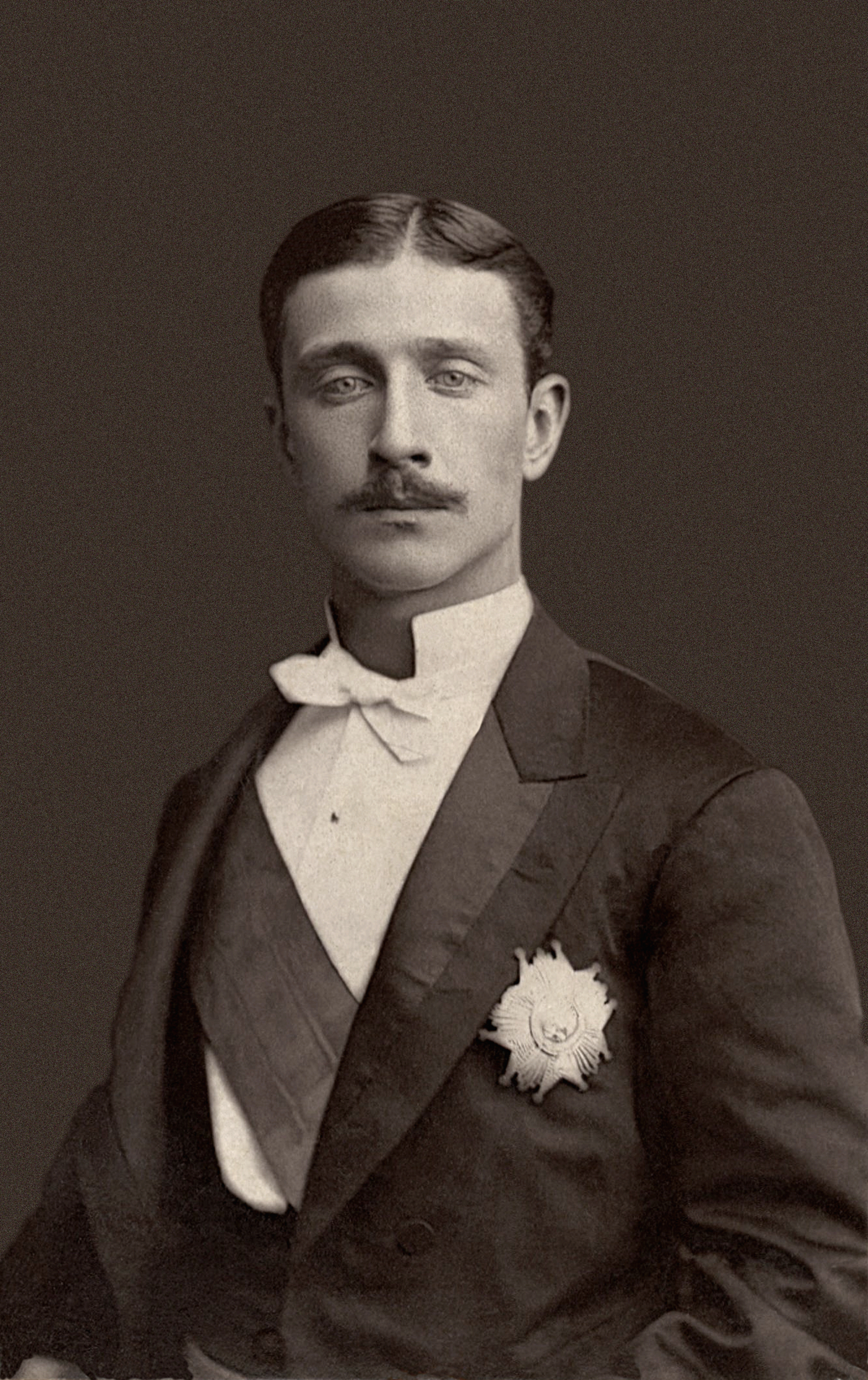
Louis-Napoléon, 1878, BNF Gallica

Der Appel au peuple (Aufruf an das Volk) war eine bonapartistische Fraktion zu Beginn der Dritten Republik in Frankreich. Sie wurde 1872 in der konstituierenden Nationalversammlung gegründet und war bis zum Ende der vierten Legislaturperiode aktiv. Von 1872 bis 1881 agierte sie als eigenständige Fraktion, von 1881 bis 1889 als Teil der Union des droites.

## Geschichte
Die Bonapartisten wurden durch den Zusammenbruch des Zweiten Kaiserreichs erschüttert und zählten nach den Wahlen vom Februar 1871 nur noch etwa zwanzig Vertreter in der Nationalversammlung (bei gleichzeitig 396 Sitzen für die anderen monarchistischen Gruppen der Legitimisten und der Orléanisten). Eine Versammlung bonapartistischer Parlamentarier bildete sich jedoch ab Februar 1872, nachdem Eugène Rouher in einer Nachwahl gewählt worden war.
Der Name dieser Fraktion geht auf den Aufruf an das Volk zurück, den Louis-Napoléon Bonaparte während des Staatsstreichs vom 2. Dezember 1851 an die Franzosen richtete, um diesen seine Pläne für die Rückkehr zu einer konsularischen Regierungsform ähnlich der von 1799 vorzustellen. Die bonapartistischen Abgeordneten befürworteten ein plebiszitäres Regime, in dem ein starkes Staatsoberhaupt seine höhere Autorität und Legitimität aus dem allgemeinen direkten Wahlrecht ableiten sollte.
Der von Rouher, dem Führer des konservativen Flügels der bonapartistischen Bewegung, organisierte Appel au peuple zählte 1873, als nach dem Tod Napoleons III. die Hoffnungen auf eine kaiserliche Restauration auf den jungen Louis-Napoléon übergingen, schätzungsweise 25 Mitglieder. Die Fraktion, die sich auf parteiähnliche Struktur stützte, vergrößerte sich im Laufe der Legislaturperiode durch Nachwahlen, die die Rückkehr der Bonapartisten bezeugten: Baron de Bourgoing, ein ehemaliger Knappe Napoleons III, wurde im Mai 1874 im Département Nièvre gewählt. Dieser Aufschwung bestätigte sich bei den Wahlen von 1876 und 1877, die für die Royalisten (Legitimisten und Orléanisten) katastrophal, für die Bonapartisten jedoch günstig ausfielen: Die Bonapartisten erhielten 88 bzw. 111 Abgeordnete gegen 86 bzw. 97 für die Royalisten.
Neben zahlreichen lokalen Blättern verfügte der Appel au peuple auch über nationale Presseorgane wie L’Ordre von Jules Amigues, Le Pays von Paul de Cassagnac und vor allem Le Gaulois von Edmond Tarbé.
Das Jahr 1879 stellte die Bonapartisten auf eine harte Probe, da ihnen mit dem Tod des kaiserlichen Prinzen ein unumstrittener Kandidat fehlte (sein Nachfolger Victor Napoleon war nicht allgemein anerkannt), während der Rücktritt des Staatspräsidenten Mac Mahon den Weg für die Etablierung der opportunistischen Republik ebnete.
Ab 1881 verlor die Gruppe des Appel au peuple an Profil, als sie sich an der Union des droites beteiligte, einer Koalition aller Monarchisten unter der Führung des vom Bonapartismus enttäuschten Baron de Mackau. In den 1880er Jahren schwächten und marginalisierten der Übertritt Raoul-Duvals, der eine republikanische Rechte zu gründen versuchte, die orléanistische Wiederbelebung plebiszitärer Ideen im Pacte national (Nationalpakt) des Grafen von Paris sowie die von Cassagnac vertretene Errichtung eines plebiszitären Regimes, das Vorrang vor der dynastischen Frage hatte, der letztlich dem Boulangismus zugutekam, die parlamentarische Ausprägung des Bonapartismus. Diese Tendenz setzte sich in den 1890er Jahren trotz der anhaltenden Bemühungen von Gustave Cuneo d’Ornano fort.

## Nachwirken
Zwei politische Parteien beanspruchen das Erbe der Parlamentsfraktion für sich.
Eine kleine Partei Appel au peuple, die von der Zeitung La Volonté Nationale unterstützt wurde, organisierte sich in den 1920er Jahren. Sie wurde 1923 während eines bonapartistischen Banketts gegründet und ihre Satzung am 14. Februar 1924 hinterlegt. Im Jahr 1938 hatte sie 530 Mitglieder und verschwand 1940.
Im Jahr 2021 wurde von dem Historiker Thierry Choffat und David Saforcada, dem ehemaligen Vorsitzenden von France Bonapartiste, die Partei L'Appel au peuple gegründet, die sich auf die historische Partei beruft. Bei den Parlamentswahlen 2022 im Departement Haute-Garonne stellte sie mehrere Kandidaten in einer Koalition mit République souveraine und Solidarité et progrès auf.

## Wahlergebnisse der Bonapartisten und der Union des droites
- Nationalversammlung 1871: 416 von 638 Sitzen (Orl 214, Leg 182, Bon 20)
- Abgeordnetenkammer 1876: 174 von 533 Sitzen (Bon 88, Leg 45, Orl 41)
- Abgeordnetenkammer 1877: 208 von 533 Sitzen (Bon 111, Leg 56, Orl 41)
- Abgeordnetenkammer 1881: 88 von 545 Sitzen (Bon 46, Leg 35, Orl 7)
- Abgeordnetenkammer 1885: 201 von 584 Sitzen (Leg 73, Bon 65, Orl 53)
- Abgeordnetenkammer 1889: 147 von 578 Sitzen (Royalisten 98, Bon 49)[A 6]

## Bekannte Mitglieder
- Georges-Eugène Haussmann (1809–1891), Stadtgestalter und Abgeordneter Korsikas
- Charles Abbatucci (1816–1885), Jurist und Politiker
- Ernest Arrighi de Casanova (1814–1888), Politiker
- Armand de Mackau
- Gustave Cuneo d’Ornano
- Edgar Raoul-Duval
- Eugène Rouher